# 1538
1538. је била проста година.

## Догађаји

### Септембар
- 28. септембар – Битка код Превезе